# Lycogalopsis
Lycogalopsis is een geslacht van schimmels in de orde Agaricales. De typesoort is Lycogalopsis solmsii. De familie is niet met zekerheid (Incertae sedis).

## Soorten
Volgens Index Fungorum telt het geslacht negen soorten (peildatum januari 2023):
| Soortnaam                   | Auteur(s)   | Publicatiejaar |
| --------------------------- | ----------- | -------------- |
| Lycogalopsis africana       | Har. & Pat. | 1909           |
| Lycogalopsis dussii         | Pat.        | 1902           |
| Lycogalopsis hypostratosa   | Rick        | 1934           |
| Lycogalopsis hypoxilinoides | Rick        | 1934           |
| Lycogalopsis leopoldensis   | Rick        | 1934           |
| Lycogalopsis reticulata     | Lloyd       | 1924           |
| Lycogalopsis solmsii        | E. Fisch.   | 1886           |
| Lycogalopsis subiculosa     | Lloyd       | 1924           |
| Lycogalopsis zeylanica      | Petch       | 1919           |